# Les Choses de la vie (album, 2008)
Pour l’article homonyme, voir Les Choses de la vie.
Albums de Patrick Fiori
Si on chantait plus fort
(2005) L'instinct masculin
(2010)
Les Choses de la vie est le septième album de Patrick Fiori sorti le 24 novembre 2008,.
Cet album enregistré avec l'orchestre philharmonique de Budapest est composé de reprises de bandes originales de films.

## Liste des pistes
| No  | Titre                                                                                            | Durée |
| --- | ------------------------------------------------------------------------------------------------ | ----- |
| 1.  | Prélude : souvenir d'Espagne                                                                     | 1:53  |
| 2.  | La Ballade des jeux interdits (reprise de la musique du film Jeux interdits)                     | 2:48  |
| 3.  | Parlami d'amore, Mariù (reprise de la musique du film Les Hommes, quels mufles !)                | 2:53  |
| 4.  | Les Parapluies de Cherbourg (reprise de la musique du film Les Parapluies de Cherbourg)          | 2:48  |
| 5.  | Interlude : Made in Italia                                                                       | 0:20  |
| 6.  | Liberta (reprise de la musique du film Borsalino)                                                | 2:39  |
| 7.  | La Chanson d'Hélène (avec Micheline Presle) (reprise de la musique du film Les Choses de la vie) | 2:49  |
| 8.  | Manon (reprise de la musique du film Manon des sources)                                          | 2:55  |
| 9.  | Interlude : L'Isula Piana                                                                        | 1:28  |
| 10. | Parle plus bas (reprise de la musique du film Le Parrain)                                        | 3:07  |
| 11. | Aurora                                                                                           | 3:11  |
| 12. | Les Montagnes d'Arménie (reprise de la musique du film Mayrig)                                   | 3:12  |
| 13. | Interlude : Noir et blanc                                                                        | 1:22  |
| 14. | Out Here on My Own (avec Tina Arena) (reprise de la musique du film Fame)                        | 3:16  |
| 15. | Parlami d'amore, Mariù (Piano-voix)                                                              | 3:15  |
| 16. | Merci !                                                                                          | 3:26  |

## Classements hebdomadaires
| Classement (2008)            | Meilleure position |
| ---------------------------- | ------------------ |
| France (SNEP)                | 7                  |
| Belgique (Wallonie Ultratop) | 7                  |